# Willi Hasselbach
Willi Hasselbach (* 27. März 1922 in Steckenroth; † 23. November 2004) war ein hessischer Politiker (FDP) und Abgeordneter des Hessischen Landtags.

## Ausbildung und Beruf
Willi Hasselbach besuchte nach Volksschule und Landwirtschaftslehre in den Jahren 1936 bis 1938 die landwirtschaftliche Berufsfachschule.
Er war Kriegsteilnehmer und kehrte schwerbeschädigt nach Hause zurück. Willi Hasselbach war Landwirt, von 1946 bis 1952 war er Ortslandwirt.

## Politik
Seit dem 1. März 1949 war Willi Hasselbach Mitglied der FDP und dort in verschiedenen Vorstandsämtern aktiv. So war er von 1961 bis 1968 FDP-Kreisvorsitzender.
Von 1952 bis zum Zusammenschluss des Ortes mit Hohenstein im Rahmen der Gebietsreform in Hessen 1973 war er ehrenamtlicher Bürgermeister in Steckenroth. Dem Kreistag des Untertaunuskreises gehörte Willi Hasselbach von 1952 bis 1972 an. Willi Hasselbach war dort Vorsitzender der FDP-Fraktion.
Vom 1. Dezember 1950 bis zum 30. November 1970 war Willi Hasselbach über 5 Wahlperioden hinweg Mitglied des Hessischen Landtags.
Im Jahr 1964 war Willi Hasselbach Mitglied der 4. Bundesversammlung.

## Sonstige Ämter
1948 war er Initiator für die Gründung des Kreisbauernverbandes Untertaunus e.V. und bis 1977 dessen Vorsitzender.